# إيكو: ذا تايدز أوف تايم
إيكو: ذا تايدز أوف تايم (بالإنجليزية: The Tides of Time)‏ ، هي الجزء الثاني من سلسلة ألعاب إيكو التي أنتجها شركة سيجا سنة 1994م، وتعمل على أنظمة متعددة ومنها ميجا درايف.